# Zločin v Polné
Zločin v Polné es una película checa de 2016 que sobre el caso Hilsner. El abogado de Hilsner, Zdeno Auředníček, es el protagonista de la película.

## Sinopsis
La película comienza con el asesinato de Anežka Hrůzová. Fue encontrada entre el pueblo de Veznicka y la ciudad de Polná. La gente llega a la conclusión de que los judíos deben haber estado involucrados en el asesinato, ya que no hubo violencia sexual y todos creen que el asesinato tuvo motivos religiosos. El joven explorador judío Leopold Hillsner aparece como un posible asesino.

## Reparto
- Jaroslav Plesl como Zdeno Auředníček
- Karel Heřmánek Jr. como Leopold Hilsner
- Karel Roden como Tomáš Garrigue Masaryk
- Gabriela Míčová como Anna Auředníčková
- František Němec como Reichl
- Aneta Krejčíková como Benesová

## Estreno
La película fue estrenada el 31 de enero de 2016 en la República Checa.